# Оломоуцкий край
Оломо́уцкий край (чеш. Olomoucký kraj) — административная единица Чешской республики, расположен на северо-западе и в центральной части исторической области Моравия, а также частично в Силезии.
На севере регион имеет границу с Польшей протяжённостью 104 км. Край также граничит с Моравскосилезским, Злинским, Южноморавским и Пардубицким краями Чехии.
Оломоуцкий край занимает площадь 5267 км², что составляет 6,7 % территории Чехии. Административный центр края — город Оломоуц.

## Население
В регионе насчитывается 399 населённых пунктов, в том числе 31 городов, в которых проживает 628 427 жителей (по переписи 2011 года). 57,5 % населения края живёт в городах.

## Города
| Город           | Население (на 31 декабря 2005 года) |
| --------------- | ----------------------------------- |
| Оломоуц         | 100 381                             |
| Простеёв        | 47 058                              |
| Пршеров         | 46 858                              |
| Шумперк         | 28 196                              |
| Границе         | 19 525                              |
| Забржег         | 14 268                              |
| Штернберк       | 13 872                              |
| Есеник          | 12 377                              |
| Уничов          | 12 283                              |
| Литовель        | 10 073                              |
| Товачов         | 2 508                               |
| Кралице-на-Гане | 1 450                               |

## Административное деление

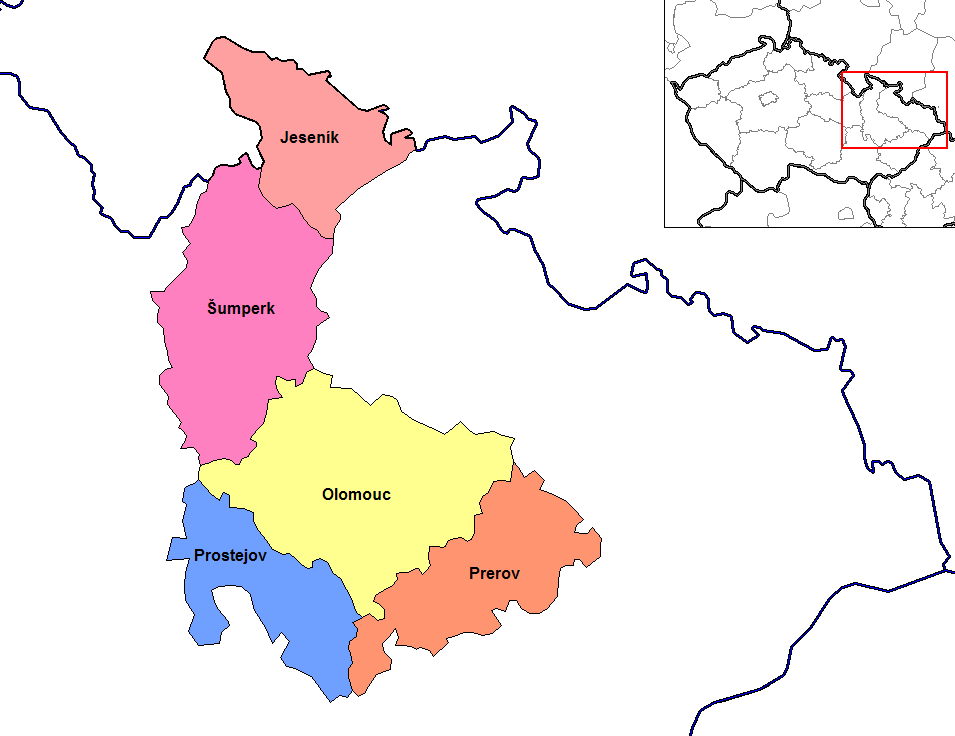
Административная карта края

Край делится на 5 районов:
| Район    | Площадь, км² | Население, чел. (2011) | Количество населённых пунктов |
| -------- | ------------ | ---------------------- | ----------------------------- |
| Есеник   | 719          | 38 779                 | 24                            |
| Оломоуц  | 1620         | 230 408                | 96                            |
| Простеёв | 770          | 107 859                | 97                            |
| Пршеров  | 845          | 130 082                | 104                           |
| Шумперк  | 1313         | 121 299                | 77                            |

## Экономика и транспорт
Доля региона в валовом национальном продукте Чехии составляет 4,8 %.
В центре и на юге края развито сельское хозяйство (в частности, производство зерна и выращивание сахарной свёклы) и связанные с ним перерабатывающая и пищевая промышленность. В крае также имеются предприятия текстильной и швейной промышленности, машиностроение и оптическая промышленность.
Транспортную инфраструктуру края образует 744 км железнодорожной сети и 3461 км автомобильных дорог. Административный центр края город Оломоуц связан четырёхполосной скоростной трассой R46 непосредственно с автобаном D1, ведущим из Праги в Брно. Важными транспортными узлами являются Оломоуц и Пршеров.
В окрестностях Оломоуца находится международный аэропорт.

## Туризм
В крае расположен природный заповедник Jeseníky, на территории которого имеется водопад высотой 45 метров и водохранилище. В заповеднике Litovelské Pomoraví под охраной государства находится лесной массив с редкими видами флоры и фауны.
Помимо природных ландшафтов в крае имеются исторические достопримечательности, такие как замки Бузов (Bouzov), Штернберк (Šternberk), Усов (Úsov), Товачов (Tovačov).
В административном центре края городе Оломоуц исторический центр со множеством архитектурных объектов эпохи ренессанса и барокко является охраняемым памятником культуры.
Колонна Святой Троицы в стиле барокко признана объектом всемирного наследия ЮНЕСКО.